# Orenburg
Orenburg (rusko Оренбу́рг, izgovorjava [ɐrʲɪnˈburk]; kazaško Орынбор) je glavno mesto Orenburške oblasti v Rusiji. Mesto leži ob reki Ural, 1478 km jugovzhodno od Moskve. Mesto leži zelo blizu ruske meje s Kazahstanom.
Prej se je mesto imenovalo Čkalov (1938–1957) po znanem sovjetskem pilotu Valeriju Pavloviču Čkalovu.
Ime mesta pomeni trdnjava na reki Or. Orenburg ima neuraden vzdevek azijska prestolnica Rusije.

## Zgodovina
Leta 1734 je Ruski imperij začel širiti svoj vpliv v Aziji in leta 1735 je v ta namen zgodovinar Ivan Kirilov začel graditi utrjeno mesto Orenburg na vzhodni meji imperija (južni Ural) na sotočju rek Or in Ural. Po smrti Kirilovega je prevzel njegovo mesto Vasilij Nikitič Tatiščev. Njemu se obstoječe mesto za utrdbo ni zdelo primerno, in leta 1739 je začel s pripravami na gradnjo novega mesta s starim imenom na Krasnaji Gori, prejšnje naselje pa se je preimenovalo v Orsk (zdaj mesto Orsk). Vendar se gradnja na novem mestu ni nikoli začela in mesto vodja Orenburške oprave je prevzel tretji voditelj, Ivan Nepljujev, ki je z gradnjo nadaljeval na prvotnem mestu, 75 km od Krasnaje Gore.
Orenburg je imel pomembno vlogo v uporu Pugačeva (1773–1774), največjem kmečkem uporu v zgodovini Rusije. Takrat je bil Orenburg glavno mesto velike gubernije. Jemeljan Pugačev je mesto in njegovo trdnjavo oblegal z bližnjega kraja Berdi od oktobra 1773 do 26. marca 1774. Obrambo je organiziral guverner Orenburga generalporočnik Reinsdorf. General Pjotr Mihajlovič Golicin je premagal Pugačeva pri Berdih.
Največji ruski pesnik Aleksandr Sergejevič Puškin je obiskal Orenburg leta 1833 v sklopu raziskovalnega obiska za svoje delo Zgodovina Pugačeva.
V Orenburgu se je za pilota šolal Jurij Aleksejevič Gagarin.
1. junija 2007 je bil po mestu poimenovan asteroid 27709 Orenburg.